# 阿威罗
阿威罗（葡萄牙語發音：[aˈvɛiru]，澳門譯作亞威羅）位于葡萄牙西部大西洋沿岸，是阿威罗区的首府，面积199.9平方公里，人口80,954人（2021年）。
由於這座城市鄰近海岸，故盛產海鹽及海產。此外，這裡有一種叫作阿威羅軟蛋的蛋製甜品亦非常出名。

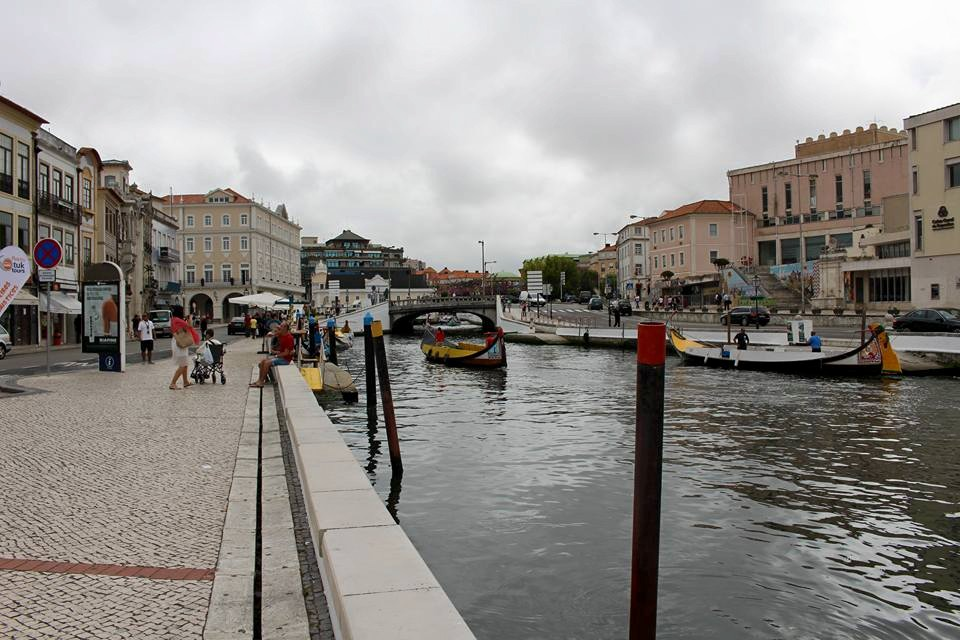
阿威罗

阿威羅大學位於此地。

## 友好城市
- 葡萄牙维塞乌
- 葡萄牙維亞納堡
- 巴西贝伦
- 巴西佩洛塔斯
- 日本大分市
- 法国布尔日
- 莫桑比克伊尼扬巴内
- 法国阿卡雄
- 西班牙罗德里戈城
- 意大利弗利
- 佛得角圣克鲁什
- 莫桑比克彭巴
- 巴西库巴唐